# روني دايسون
رونالد «روني» دايسون (بالإنجليزية: Ronnie Dyson)‏ (5 يونيو 1950 - 10 نوفمبر 1990)، هو مغني وممثل أمريكي.
توفي دايسون في 10 نوفمبر 1990 في بروكلين، نيويورك. عن عمر يناهز 40 عامًا بسبب قصور في القلب 

## روابط خارجية
- روني دايسون على موقع IMDb (الإنجليزية)
- روني دايسون على موقع ميوزك برينز (الإنجليزية)
- روني دايسون على موقع قاعدة بيانات برودواي على الإنترنت (الإنجليزية)
- روني دايسون على موقع أول ميوزيك (الإنجليزية)
- روني دايسون على موقع ديسكوغز (الإنجليزية)
- روني دايسون على موقع قاعدة بيانات الفيلم (الإنجليزية)
- Allbutforgottenoldies.net
- روني دايسون على موقع فايند أغريف